# Tetralonia coangustata
Tetralonia coangustata är en biart som beskrevs av Dours 1873. Tetralonia coangustata ingår i släktet Tetralonia och familjen långtungebin. Inga underarter finns listade i Catalogue of Life.